# Жешувское воеводство (1975—1998)
Жешувское воеводство — воеводство со столицей в Жешуве, одно из 49 существующих в Польше в 1975—1998 годах.

## История
Жешувское воеводство в 1945–1975 занимало площадь в 18 636 км². Затем в результате административной реформы регион был разделён на несколько более мелких провинций. Площадь тогдашнего Жешувского воеводства уменьшилась до 4397 км².
1 января 1999 года большая часть земель бывшего Жешувского воеводства была объединена в Подкарпатское воеводство. Принадлежавший воеводству до 1975 года Горлицкий повет, был присоединён к Малопольскому воеводству.

## Районные управления
Районные управления содержались в Кольбушове, Лежайске, Мелеце, Ропчицах и Жешуве.

#### Города
- Жешув — 172 345
- Мелец — 61 954
- Ланьцут — 18 000
- Ропчице — 15 756
- Лежайск — 14 759
- Кольбушова — 9 256
- Стшижув — 8 245
- Сендзишув-Малопольски — 7 132
- Нова-Сажина — 6 129
- Глогув-Малопольски — 5 174
- Соколув-Малопольски — 4 001
- Тычин — 3 136
- Блажова — 2 561